# Torrecilla de Alcañiz
Torrecilla de Alcañiz ist eine Gemeinde (municipio) mit 436 Einwohnern (Stand: 2024) in der Provinz Teruel in der Autonomen Region Aragón in Spanien. 

## Lage
Torrecilla de Alcañiz liegt etwa 100 Kilometer nordöstlich von Teruel in einer Höhe von ca. 445 m.

## Bevölkerungsentwicklung
| Jahr      | 1970 | 1981 | 1991 | 2001 | 2011 | 2021 |
| Einwohner | 618  | 533  | 487  | 439  | 440  | 448  |

## Sehenswürdigkeiten
- Michaeliskirche
- Michaeliskapelle
- Rathaus aus dem 16./17. Jahrhundert

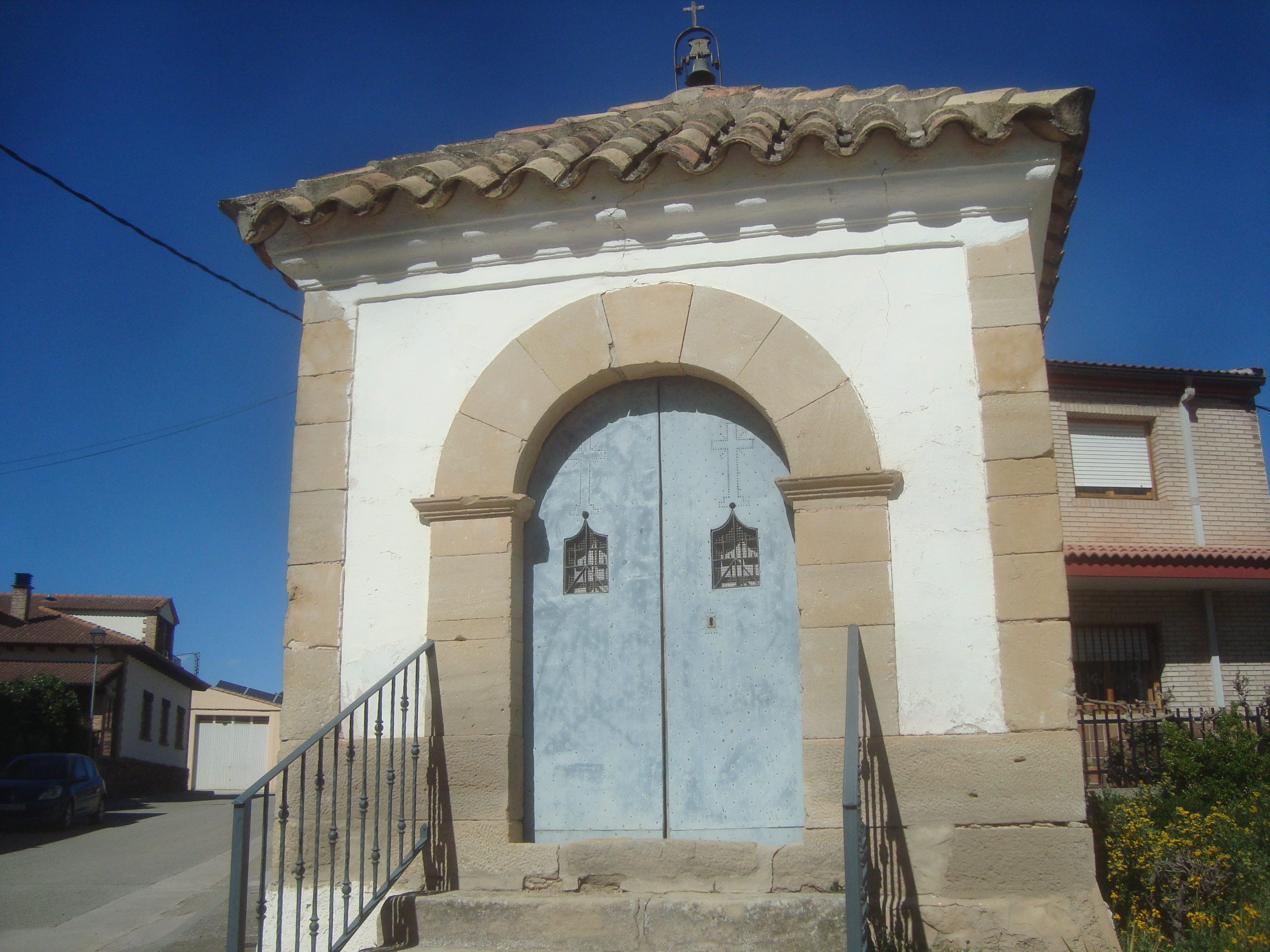
Michaeliskapelle
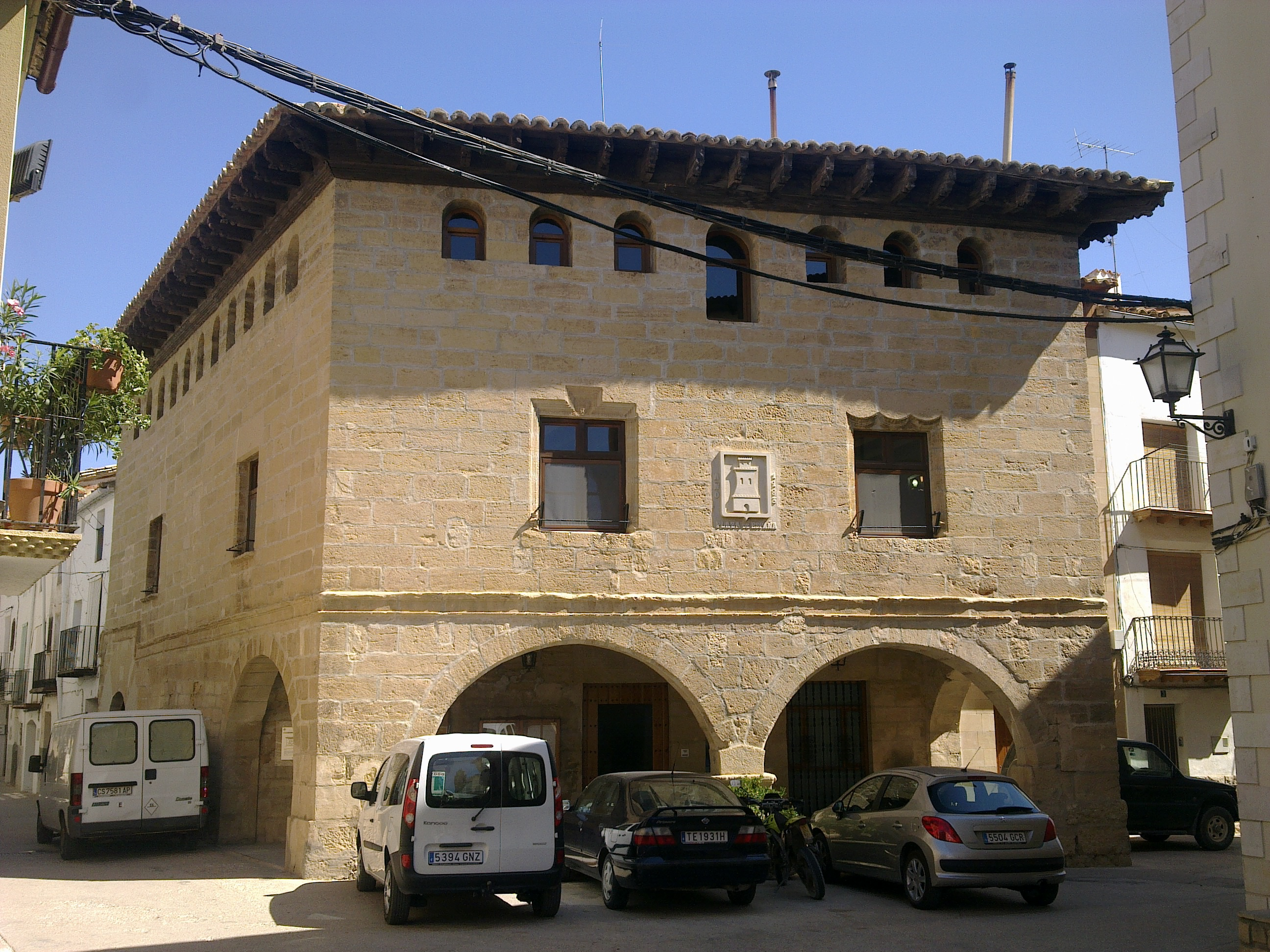
Rathaus